# Bouvignies
Bouvignies är en kommun i departementet Nord i regionen Hauts-de-France i norra Frankrike. Kommunen ligger i kantonen Marchiennes som tillhör arrondissementet Douai. År 2022 hade Bouvignies 1 564 invånare.

## Befolkningsutveckling
Antalet invånare i kommunen Bouvignies
| Referens: INSEE |